# Tampacán
Tampacán (del huasteco: Tan Pakan ‘Lugar de cimientos’) es una localidad del estado mexicano de San Luis Potosí, cabecera del municipio homónimo.

## Toponimia
El nombre Tampacán es de origen huasteco; deriva de la combinación de las palabras tam y pacan y se interpreta como «lugar de cimientos».

## Geografía
Se encuentra en la ubicación 21°24′3″N 98°43′55″O / 21.40083, -98.73194, a una altura aproximada de 135 m s. n. m.
La zona urbana ocupa una superficie de  0.8858 km².

## Demografía
Según los datos registrados en el censo de 2020, la población de Tampacán es de 1703 habitantes, lo que representa un decrecimiento promedio de -0.65% anual en el período 2010-2020 sobre la base de los 1815 habitantes registrados en el censo anterior. Al año 2020 la densidad poblacional era de 1923 hab/km².
| Gráfica de evolución demográfica de Tampacán entre 2000 y 2020    |
|                                                                   |
| Fuente: Instituto Nacional de Estadística Geografía e Informática |

La población de Tampacán está mayoritariamente alfabetizada, (6.22% de personas mayores de 15 años analfabetas, según relevamiento del año 2020), con un grado de escolaridad en torno a los 10 años. El 28.13% de la población se reconoce como indígena. 

El 85.2% de los habitantes de Tampacán profesa la religión católica.
En el año 2010 estaba clasificada como una localidad de grado medio de vulnerabilidad social. Según el relevamiento realizado, 426 personas de 15 años o más no habían completado la educación básica, —carencia conocida como rezago educativo—, y 369 personas no disponían de acceso a la salud.